# تکیه شهشهانی
تکیه شهشهانی مربوط به دوره قاجار است و در اصفهان، تخت فولاد، خیابان فیض، روبروی تکیه محمدجعفر واقع شده و این اثر در تاریخ ۱۰ خرداد ۱۳۸۲ با شمارهٔ ثبت ۹۰۸۱ به‌عنوان یکی از آثار ملی ایران به ثبت رسیده است.